# Michael Meichßner
Michael Meichßner (* 26. Mai 1979 in Bonn) ist ein deutscher Schauspieler und Regisseur.

## Leben
Michael Meichßner wuchs in Troisdorf auf. Nach dem Schulabschluss machte er eine Lehre zum Bankkaufmann. Danach nahm er ein Schauspielstudium an der Schule des Theaters im Theater der Keller in Köln auf. Während seiner Studienzeit spielte er unter anderem am Düsseldorfer Schauspielhaus. Nach dem Studienabschluss arbeitete Michael Meichßner am Theater Pforzheim und am Deutschen Theater Göttingen. Zudem realisierte er eigene Projekte. 2013 erarbeitete er einen in den Sophiensaelen in Berlin aufgeführten Beitrag Ich spiele prinzipiell nur noch im historischen Kostüm. Auch konzipierte Meichßner das Late-Night-Projekt The 45 Minute-Show am Deutschen Theater Göttingen mit, welches er gemeinsam mit Karl Miller moderierte.
Seit der Spielzeit 2014/15 ist Michael Meichßner als freier Schauspieler tätig. Er spielte in den folgenden Spielzeiten unter anderem am Theater Bonn und am Rheinischen Landestheater Neuss, an dem er ab 2016/17 für zwei Spielzeiten fest im Ensemble engagiert war. Weitere Stationen waren das Hans Otto Theater in Potsdam und das Mainfranken Theater Würzburg. 
2015 kehrte er zudem als Dozent an seine in Schauspielschule Der Keller umbenannte Ausbildungsstätte zurück, die er seit 2019 auch leitet. 
Am Euro Theater Central Bonn feierte Michael Meichßner im Jahre 2018 mit Waisen von Dennis Kelly seine erste Premiere als Regisseur. Eine weitere Regiearbeit fand am Grenzlandtheater Aachen statt, wo am 8. März 2019 das Schauspiel 4000 Tage von Peter Quilter Premiere hatte.
Weiterhin spielte Michael Meichßner in mehreren Haupt- und Nebenrollen in Film und Fernsehen.
Seit 2022 ist er Teil des Casts der Sketch-Comedy-Serie Schloss Goldbach – Promis viel zu nah.

## Filmografie
- 2024: SOKO Köln (Fernsehserie, Folge Der verfluchte Jonas)

## Auszeichnungen und Nominierungen
- 2017 Nominierung für den Retzhofer Dramapreis mit dem Stück Die Geräusche der Mittelschicht oder das Gemüt ist ein Arschloch von Michael Meichßner und Antje Thoms
- 2017 Monica-Bleibtreu-Preis in der Kategorie Moderne Klassiker für das Euro Theater Central Bonn für das Stück Michael Kohlhaas; Michael Meichßner in der Rolle des Michael Kohlhaas